# Лагув (Свебодзинский повет)
Лагув (пол. Łagów) — сельская гмина (волость) в Польше, входит в Свебодзинский повет, Любушское воеводство. Население — 5024 человек (на 2016 год).

## Соседние гмины
1. Гмина Бытница
2. Гмина Любжа
3. Гмина Скомпе
4. Гмина Суленцин
5. Гмина Тожим

## Достопримечательности
- Замок иоаннитов в Лагуве